# 長宗我部右近大夫
長宗我部 右近大夫（ちょうそかべ うこんたいふ）は、安土桃山時代から江戸時代初期にかけての武士。土佐国の戦国大名・長宗我部元親の五男。諱は不詳。右近太夫とも書かれ、単に右近ともいう。

## 生涯
土佐国の戦国大名・長宗我部元親の五男として生まれる。母は側室の小少将。
右近大夫の事績は一次史料ではほぼ分からないが、吾川郡下八川（現在の高知県吾川郡いの町）にある春宮神社の社歴には、同社の宮守として右近大夫の名が記される。『吾北村史』では、近隣の上八川を領した片岡直季を監視するために、右近大夫が置かれたと推測されている。
慶長5年（1600年）の関ヶ原の戦いの後に兄・盛親が改易されると、肥後国の加藤清正を頼った。
慶長20年（元和元年、1615年）、大坂の陣で兄・盛親が豊臣氏に与したため、肥後から伏見に送られ切腹を命じられた。『土佐物語』巻第十九「大坂陣附盛親兄弟最後の事」によると、伏見に供をした譜代の郎党・小宮崎久兵衛も切腹を希望したが、検使の藤堂高虎により止められたという。しかし久兵衛は、切腹の様を見たことがない右近大夫に手本を見せると言うや否や、腹を十字に掻き切って「かく切らせ給へ」と言い、右近大夫は笑って「心得たり」と言うと潔く腹を切ったとされる。

## 子孫
大坂夏の陣には盛親の甥とされる長宗我部主水が盛親に従って参戦し、八尾の戦いで藤堂氏勝を討ち取っているが（八尾・若江の戦い）、この主水が右近大夫の子の可能性がある。主水はこの戦いで氏勝の子の氏紹に討たれ、父と同じ主水を称した子が後に藤堂高虎に仕えたとも、あるいは氏紹が討ったのは別の人物で、存命だった主水本人が高虎に仕官したともいわれている。藤堂家における主水（または子の主水）の知行は200石で、藤堂高次の代に絶家となった。
また、前述の土佐下八川には右近大夫の子孫とされる宗我部氏がいた。右近大夫の子・重良が慶長11年（1606年）に帰農して、下八川・十田・両津賀才村の庄屋に任じられたといい、重良以降、宗我部姓を名乗ったという。明治20年（1887年）、当時の下八川村長・宗我部茂は長宗我部氏の本姓である秦氏へと改姓している。
この他、右近大夫の子孫という人物（名字の表記は長曽我部）が、戦国武将の末裔を集めたイベントなどに出席している。